# Michèle Morgan

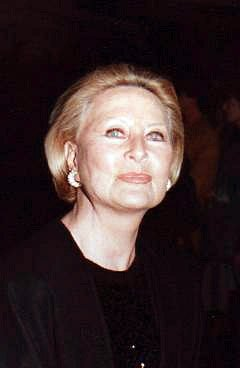
Michèle Morgan bei der César-Verleihung 1995

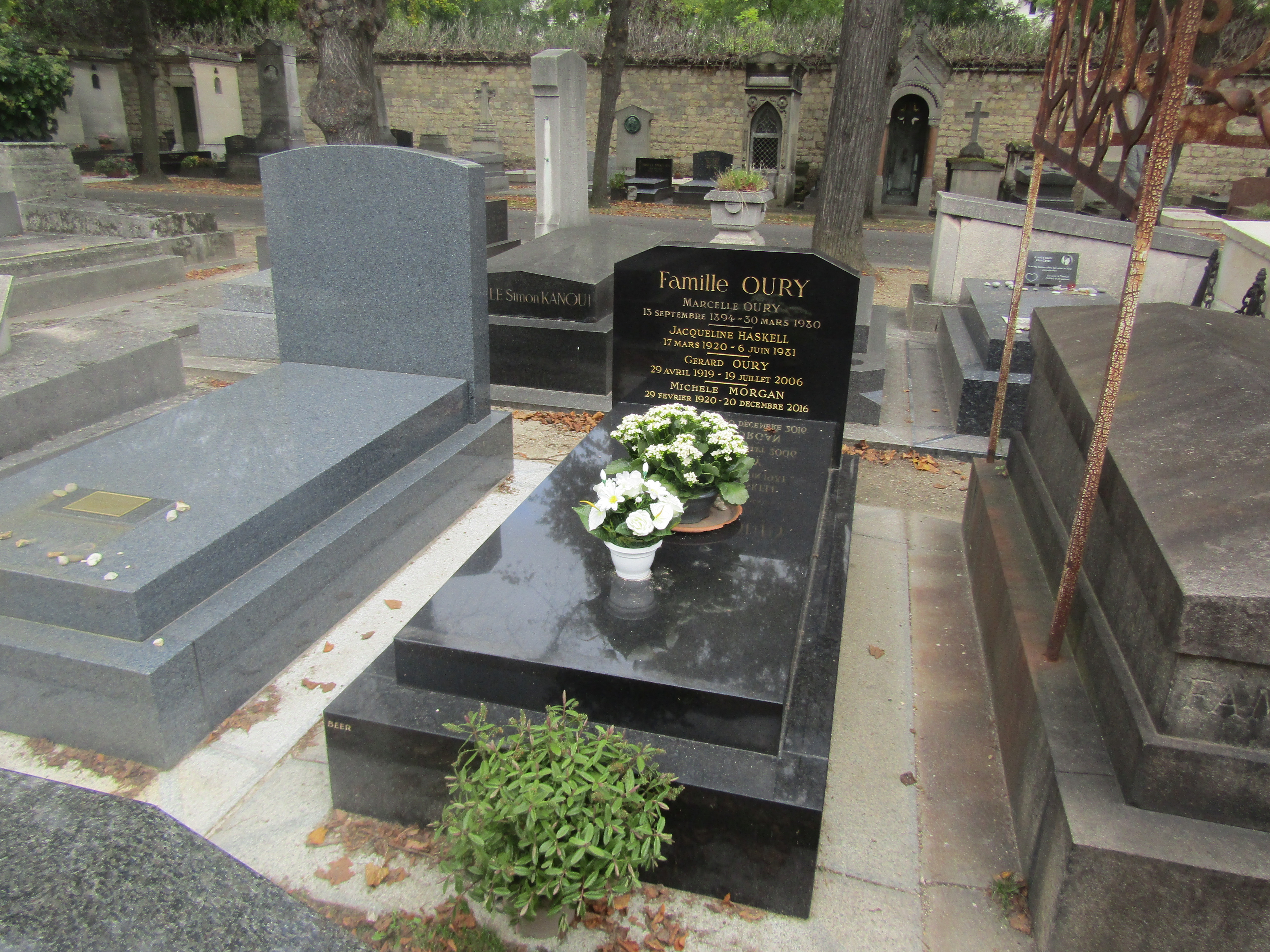
Morgans Grab auf dem Cimetière Montparnasse in Paris

Michèle Morgan (* 29. Februar 1920 in Neuilly-sur-Seine; † 20. Dezember 2016 in Meudon; eigentlich Simone Renée Roussel) war eine französische Schauspielerin. Sie zählte vor allem in den 1940er und 1950er Jahren zu den beliebtesten Darstellerinnen ihres Landes und war auch im internationalen Film gefragt.

## Leben
Morgan, die 1920 in Neuilly-sur-Seine als Simone Renée Roussel zur Welt kam, wuchs in Dieppe an der Normandie-Küste auf, wo ihr Vater einen Lebensmittelladen besaß. Mit dem Wunsch, eine berühmte Filmschauspielerin zu werden, verließ sie im Alter von 14 Jahren ihr Elternhaus und zog nach Paris zu ihrer Großmutter. Dort nahm sie 1935 Schauspielunterricht am Cours Simon, hatte als Statistin erste Filmauftritte und wählte den Künstlernamen Michèle Morgan. Als junge Frau, die des Mordes angeklagt wird, spielte sie 1937 in Marc Allégrets Der fünfte Geschworene ihre erste große Rolle. 1938 stand sie unter der Regie von Marcel Carné für Hafen im Nebel an der Seite von Jean Gabin und Pierre Brasseur vor der Kamera. Das Liebesdrama wird wie ihre folgenden Filme, Das Gesetz des Nordens (1939) und Schleppkähne (1939/41), dem Poetischen Realismus zugerechnet und etablierte Morgan als Star des französischen Kinos.
Während der deutschen Besetzung Frankreichs ging Morgan im Oktober 1940 nach Hollywood und stand dort ab 1941 bei RKO Pictures unter Vertrag. So erhielt sie die weibliche Hauptrolle neben Paul Henreid in Joan of Paris (1942) und an der Seite von Frank Sinatra in Higher and Higher (1943). Morgan war auch für die Rolle der Ilsa Lund in Casablanca (1942) im Gespräch, die letztlich an Ingrid Bergman ging. Mit Humphrey Bogart als Filmpartner und Michael Curtiz als Regisseur drehte Morgan zwei Jahre später Fahrkarte nach Marseille (1944), ein Filmdrama mit ähnlicher Thematik wie Casablanca.
Nach Ende des Krieges entschied sich Morgan – obwohl seit 1943 amerikanische Staatsbürgerin –, nach Frankreich zurückzukehren. Für Und es ward Licht (1946) von Jean Delannoy erhielt sie bei den ersten Internationalen Filmfestspielen von Cannes den Preis als beste Darstellerin. Sie war in den 1950er Jahren die beliebteste Schauspielerin Frankreichs und drehte mit namhaften Kollegen wie Jean Gabin, Pierre Brasseur, Gérard Philipe, Yves Montand und Jean Marais. Doch es folgten auch internationale Produktionen, etwa Carol Reeds Filmdrama Kleines Herz in Not (1948) und Alessandro Blasettis Romanverfilmung Fabiola (1949). Yves Allégrets Film Die Hochmütigen (1953), in dem sie neben Gérard Philipe auftrat, war für einen Oscar nominiert.
Oft übernahm Morgan Rollen in historischen Stoffen, etwa in Filmen von René Clair und Sacha Guitry. So verkörperte sie unter anderem Marie-Antoinette und Joséphine de Beauharnais. 1955 spielte sie erneut neben Gérard Philipe und unter Clairs Regie die weibliche Hauptrolle in dem Filmklassiker Das große Manöver. 1959 war sie in Menschen im Hotel, einer deutsch-französischen Verfilmung des Romans von Vicki Baum, als Primaballerina Grusinskaja an der Seite von O. W. Fischer und Heinz Rühmann zu sehen.

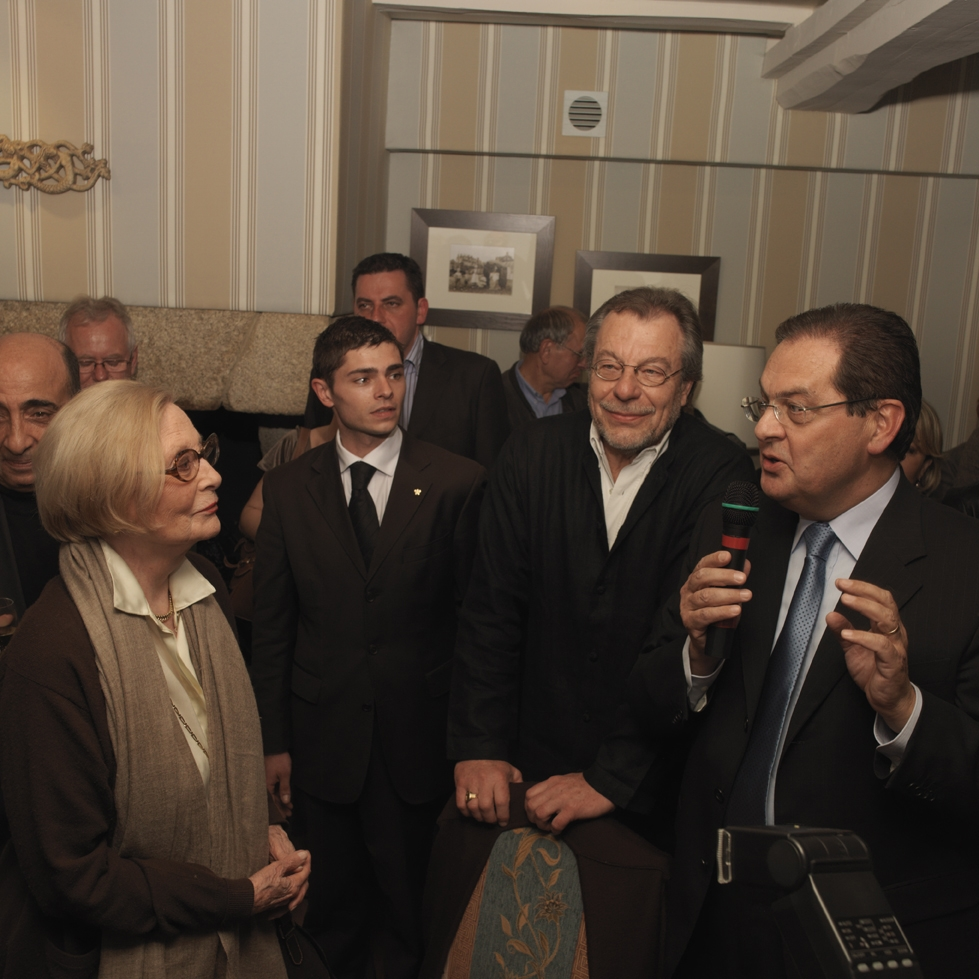
Michèle Morgan bei einer Kunstausstellung (2008)

In den 1960er Jahren drehte sie zwei Filme mit dem französischen Regisseur François Villiers. Im amerikanischen Kriegsfilm Sie fürchten weder Tod noch Teufel (1966) mit Anthony Quinn und Alain Delon übernahm sie eine wichtige Nebenrolle. Nach der Filmkomödie Benjamin – Aus dem Tagebuch einer männlichen Jungfrau (1968) mit Michel Piccoli und Catherine Deneuve widmete sie sich verstärkt der Malerei, die sie an der Art School in Los Angeles studiert hatte. Zu ihren späten Rollen gehört ein Auftritt an der Seite von Marcello Mastroianni in Allen geht’s gut aus dem Jahr 1990. Ihre letzte Rolle spielte sie 1999 in dem Fernsehfilm La rivale.
Zu Morgans Markenzeichen zählten ihre kristallblauen Augen, die als außergewöhnlich schön galten, sowie das Rollenfach der distanziert auftretenden, oft einsam wirkenden, doch unabhängigen Frau.
Im Jahr 1965 erschienen unter dem Titel Mes yeux ont vu (dt.: „Meine Augen haben gesehen“) ihre Memoiren; 1977 folgte die Fortsetzung Avec ces yeux-là (dt.: „Mit diesen Augen“). 1969 wurde sie zum Ritter der französischen Ehrenlegion ernannt. Hollywood ehrte sie mit einem Stern auf dem Hollywood Walk of Fame (1645 Vine Street). 1992 erhielt sie bei der César-Verleihung den Ehrenpreis für ihr Lebenswerk, das 1996 auch mit einem Goldenen Löwen der Internationalen Filmfestspiele von Venedig gewürdigt wurde.
Von 1942 an war Morgan mit dem Schauspieler William Marshall verheiratet. Mit ihm hatte sie einen Sohn, Mike Marshall, der auch in mehreren Filmen mitspielte. Nach der Scheidung im Jahr 1949 ehelichte sie den französischen Schauspieler Henri Vidal. Nach Vidals Tod war sie von 1960 an mit dem Schauspieler und Regisseur Gérard Oury bis zu dessen Tod im Jahr 2006 verheiratet. Morgan starb im Dezember 2016 im Alter von 96 Jahren und wurde auf dem Cimetière Montparnasse in Paris beigesetzt.

## Filmografie (Auswahl)
- 1937: Der Dickschädel (Gribouille)
- 1937: Orage
- 1938: Hafen im Nebel (Le quai des brumes)
- 1939: Das Korallenriff (Le récif de corail)
- 1939: Herzdame (L’entraîneuse)
- 1939: Das Gesetz des Nordens (La loi du nord)
- 1939/41: Schleppkähne (Remorques)
- 1940: Himmelsmusikanten (Les musiciens du ciel)
- 1942: Joan of Paris
- 1943: Two Tickets to London
- 1943: Higher and Higher
- 1944: Fahrkarte nach Marseille (Passage to Marseille)
- 1946: Und es ward Licht (La symphonie pastorale)
- 1946: The Chase
- 1948: Kleines Herz in Not (The Fallen Idol)
- 1948: Treffpunkt Rio (Aux yeux du souvenir)
- 1949: Fabiola
- 1949: Die Karriere der Doris Hart (La belle que voilà)
- 1950: Das träumende Herz (Marie Chapdelaine)
- 1950: Rendezvous in Paris (Le château de verre)
- 1951: Sündige Liebe (L’étrange Madame X)
- 1952: Die sieben Sünden (Les sept péchés capitaux)
- 1952: Geständnis einer Nacht (La minute de verité)
- 1953: Die Hochmütigen (Les orgueilleux)
- 1954: Liebe, Frauen und Soldaten (Destinées)
- 1954: Menschen am Trapez (Obsession)
- 1955: Oase
- 1955: Napoleon (Napoléon)
- 1955: Das große Manöver (Les grandes manœuvres)
- 1955: Die Blume der Nacht (Marguerite de la nuit)
- 1956: Der Liebesroman einer Königin (Marie-Antoinette)
- 1957: Unter glühender Sonne (The Vintage)
- 1957: Luzifers Tochter (Retour de Manivelle)
- 1958: Der Tag und die Nacht (Le miroir à deux faces)
- 1958: Die Affären von Madame M. (Maxime)
- 1959: Frau im Fegefeuer (Pourquoi viens-tu si tard?)
- 1959: Menschen im Hotel
- 1960: Vis-à-vis (Les scélérats)
- 1960: Fortunat
- 1961: Die drei Wahrheiten (Le puits aux trois vérités)
- 1961: Vor Salonlöwen wird gewarnt (Les lions sont lachés)
- 1962: Dr. Malbus verschwand um vier (Rencontres)
- 1962: Verbrechen aus Liebe (Le crime ne paie pas)
- 1963: Der Frauenmörder von Paris (Landru)
- 1963: In Ketten zum Schafott (Il fornaretto di Venezia)
- 1963: Vorsicht, meine Damen! (Méfiez-vous, mesdames)
- 1964: Der Mord, der zweimal geschah (Constance aux enfers)
- 1964: Das grausame Auge (Les yeux cernés)
- 1966: Sie fürchten weder Tod noch Teufel (Lost Command)
- 1968: Benjamin – Aus dem Tagebuch einer männlichen Jungfrau (Benjamin ou Les mémoires d’un puceau)
- 1975: Eine Katze jagt die Maus (Le chat et la souris)
- 1978: Ein Mann sucht eine Frau (Robert et Robert)
- 1986: Die Geheimschublade (TV-Miniserie)
- 1990: Allen geht’s gut (Stanno tutti bene)
- 1995: Die Witwe des Architekten (La veuve de l’architecte) (TV-Film)
- 1997: Des gens si bien élevés (TV-Film)
- 1999: La rivale (TV-Film)

## Theaterauftritte
- 1978: Le tout pour le tout von Françoise Dorin – Regie: Raymond Gérôme, Théâtre du Palais-Royal
- 1982–1983: Chéri von Colette – Regie: Jean-Laurent Cochet, Théâtre des Variétés, Théâtre des Célestins in Lyon
- 1988: Une femme sans histoire von Albert Ramsdell Gurney nach John Cheever – Regie: Bernard Murat, Théâtre des Champs-Élysées
- 1993: Les monstres sacrés von Jean Cocteau – Regie: Raymond Gérôme, mit Jean Marais, Théâtre des Bouffes-Parisiens[6]

## Auszeichnungen und Ehrungen

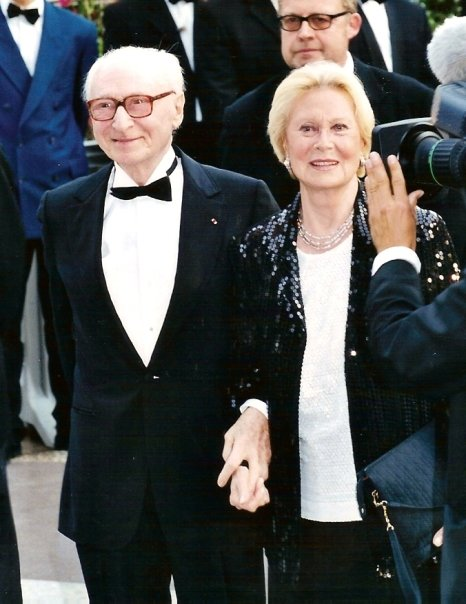
Michèle Morgan mit Gérard Oury in Cannes (2001)

- 1946: Beste Darstellerin bei den Internationalen Filmfestspielen von Cannes für Und es ward Licht
- 1960: Stern auf dem Hollywood Walk of Fame (1645 Vine Street)
- 1960: Ritter des Ordre des Arts et des Lettres
- 1964: Ritter des Ordre national du Mérite
- 1967: Médaille de la Ville de Paris
- 1969: Ritter der Ehrenlegion
- 1975: Offizier des Ordre national du Mérite
- 1981: Offizier des Ordre des Arts et des Lettres
- 1985: Kommandeur des Ordre des Arts et des Lettres
- 1991: Kommandeur des Ordre national du Mérite
- 1992: César-Ehrenpreis für das Lebenswerk
- 1994: Offizier der Ehrenlegion
- 1996: Goldener Löwe bei den Internationalen Filmfestspielen von Venedig für das Lebenswerk
- 1998: Großoffizier des Ordre national du Mérite
- 2004: Großkreuz des Ordre national du Mérite
- 2009: Großoffizier der Ehrenlegion
- 2013: Großkreuz der Ehrenlegion

## Sonstiges
Die ehemalige Präsidentin von Chile Michelle Bachelet wurde nach Michèle Morgan benannt.